# Сунцзи
Сунцзи (кит. спр. 松滋市, піньїнь: Sōngzī Shì) — місто-повіт в китайській провінції Хубей, складова міста Цзінчжоу.

## Географія
Сунцзи розташовується на висоті близько 75 метрів над рівнем моря на однойменній притоці Янцзи.

### Клімат
Місто знаходиться у зоні, котра характеризується вологим субтропічним кліматом. Найтепліший місяць — липень із середньою температурою 28,1 °C. Найхолодніший місяць — січень, із середньою температурою 4,7 °С.
| Клімат Сунцзи           | Клімат Сунцзи | Клімат Сунцзи | Клімат Сунцзи | Клімат Сунцзи | Клімат Сунцзи | Клімат Сунцзи | Клімат Сунцзи | Клімат Сунцзи | Клімат Сунцзи | Клімат Сунцзи | Клімат Сунцзи | Клімат Сунцзи | Клімат Сунцзи |
| Показник                | Січ.          | Лют.          | Бер.          | Квіт.         | Трав.         | Черв.         | Лип.          | Серп.         | Вер.          | Жовт.         | Лист.         | Груд.         | Рік           |
| Середній максимум, °C   | 8             | 10,5          | 15            | 21,6          | 26,7          | 29,7          | 32,2          | 31,6          | 27,8          | 22,4          | 16,5          | 10,6          | 21            |
| Середня температура, °C | 4,7           | 6,9           | 11            | 17,2          | 22,2          | 25,6          | 28,1          | 27,6          | 23,6          | 18,3          | 12,5          | 7             | 17            |
| Середній мінімум, °C    | 2             | 4,1           | 7,7           | 13,7          | 18,6          | 22,3          | 24,9          | 24,5          | 20,5          | 15,2          | 9,5           | 4,2           | 13,9          |
| Норма опадів, мм        | 34.9          | 53.9          | 74.5          | 129.2         | 148.5         | 172.1         | 206           | 146.6         | 72            | 78.2          | 61.9          | 26.4          | 1204.2        |
| Вологість повітря, %    | 74            | 74            | 75            | 75            | 74            | 78            | 80            | 79            | 74            | 74            | 73            | 73            | 75.3          |
| ----------------------- | ------------- | ------------- | ------------- | ------------- | ------------- | ------------- | ------------- | ------------- | ------------- | ------------- | ------------- | ------------- | ------------- |
| Джерело: data.cma.cn    |               |               |               |               |               |               |               |               |               |               |               |               |               |